# Vitorlázás a 2000. évi nyári olimpiai játékokon
A 2000. évi nyári olimpiai játékokon a vitorlázásban tizenegy versenyszámban hirdettek bajnokot, új számmal bővült a program, a könnyű 49-es hajóosztály került a nyílt számok közé.

## Éremtáblázat
(A rendező ország csapata eltérő háttérszínnel, az egyes számoszlopok legmagasabb értéke, vagy értékei vastagítással kiemelve.)
| A 2000. évi nyári olimpiai játékok éremtáblázata vitorlázásban | A 2000. évi nyári olimpiai játékok éremtáblázata vitorlázásban | A 2000. évi nyári olimpiai játékok éremtáblázata vitorlázásban | A 2000. évi nyári olimpiai játékok éremtáblázata vitorlázásban | A 2000. évi nyári olimpiai játékok éremtáblázata vitorlázásban | Olimpia  |
| -------------------------------------------------------------- | -------------------------------------------------------------- | -------------------------------------------------------------- | -------------------------------------------------------------- | -------------------------------------------------------------- | -------- |
|                                                                | Ország                                                         | Arany                                                          | Ezüst                                                          | Bronz                                                          | Összesen |
| 1.                                                             | Nagy-Britannia (GBR)                                           | 3                                                              | 2                                                              | 0                                                              | 5        |
| 2.                                                             | Ausztrália (AUS)                                               | 2                                                              | 1                                                              | 1                                                              | 2        |
| 3.                                                             | Ausztria (AUT)                                                 | 2                                                              | 0                                                              | 0                                                              | 2        |
| 4.                                                             | Egyesült Államok (USA)                                         | 1                                                              | 2                                                              | 1                                                              | 4        |
| 5.                                                             | Olaszország (ITA)                                              | 1                                                              | 1                                                              | 0                                                              | 2        |
| 6.                                                             | Dánia (DEN)                                                    | 1                                                              | 0                                                              | 0                                                              | 1        |
| 6.                                                             | Finnország (FIN)                                               | 1                                                              | 0                                                              | 0                                                              | 1        |
|                                                                |                                                                |                                                                |                                                                |                                                                |          |
| 8.                                                             | Németország (GER)                                              | 0                                                              | 2                                                              | 1                                                              | 3        |
| 9.                                                             | Argentína (ARG)                                                | 0                                                              | 1                                                              | 2                                                              | 3        |
| 10.                                                            | Brazília (BRA)                                                 | 0                                                              | 1                                                              | 1                                                              | 2        |
| 11.                                                            | Hollandia (NED)                                                | 0                                                              | 1                                                              | 0                                                              | 1        |
|                                                                |                                                                |                                                                |                                                                |                                                                |          |
| 12.                                                            | Új-Zéland (NZL)                                                | 0                                                              | 0                                                              | 2                                                              | 2        |
| 13.                                                            | Norvégia (NOR)                                                 | 0                                                              | 0                                                              | 1                                                              | 1        |
| 13.                                                            | Svédország (SWE)                                               | 0                                                              | 0                                                              | 1                                                              | 1        |
| 13.                                                            | Ukrajna (UKR)                                                  | 0                                                              | 0                                                              | 1                                                              | 1        |
|                                                                |                                                                |                                                                |                                                                |                                                                |          |
| Összesen                                                       | Összesen                                                       | 11                                                             | 11                                                             | 11                                                             | 33       |

## Érmesek

### Férfi
| A 2000. évi nyári olimpiai játékok férfi érmesei vitorlázásban |                                             |       |                                                         |       |                                                    |       |
| Versenyszám                                                    | Arany                                       | Arany | Ezüst                                                   | Ezüst | Bronz                                              | Bronz |
| Szörfvitorlázás                                                | Christoph Sieber · Ausztria (AUT)           | 38    | Carllos Espínola · Argentína (ARG)                      | 43    | Aaron McIntosh · Új-Zéland (NZL)                   | 48    |
| Finn dingi                                                     | Ian Percy · Nagy-Britannia (GBR)            | 35    | Luca Devoti · Olaszország (ITA)                         | 46    | Fredrik Lööf · Svédország (SWE)                    | 47    |
| 470-es osztály                                                 | Ausztrália (AUS) · Tom King · Mark Turnbull | 38    | Egyesült Államok (USA) · Paul Foerster · Robert Merrick | 42    | Argentína (ARG) · Juan de la Fuente · Javier Conte | 57    |

### Női
| A 2000. évi nyári olimpiai játékok női érmesei vitorlázásban |                                                         |       |                                                        |       |                                                  |       |
| Versenyszám                                                  | Arany                                                   | Arany | Ezüst                                                  | Ezüst | Bronz                                            | Bronz |
| Szörfvitorlázás                                              | Alessandra Sensini · Olaszország (ITA)                  | 15    | Amellie Lux · Németország (GER)                        | 15    | Barbara Kendall · Új-Zéland (NZL)                | 9     |
| Europe                                                       | Shirley Robertson · Nagy-Britannia (GBR)                | 37    | Margriet Matthijsse · Hollandia (NED)                  | 39    | Serena Amato · Argentína (ARG)                   | 51    |
| 470-es osztály                                               | Ausztrália (AUS) · Jennifer Armstrong · Belinda Stowell | 33    | Egyesült Államok (USA) · Jennifer Isler · Pease Glaser | 47    | Ukrajna (UKR) · Olena Paholcsik · Ruszlana Taran | 48    |

### Nyílt számok
| A 2000. évi nyári olimpiai játékok érmesei vitorlázásban |                                                                |                                                                |                                                                    |                                                                    |                                                                          |                                                                          |
| Versenyszám                                              | Arany                                                          | Arany                                                          | Ezüst                                                              | Ezüst                                                              | Bronz                                                                    | Bronz                                                                    |
| Laser                                                    | Ben Ainslie · Nagy-Britannia (GBR)                             | 45                                                             | Robert Scheidt · Brazília (BRA)                                    | 46                                                                 | Michael Blackburn · Ausztrália (AUS)                                     | 62                                                                       |
| Soling                                                   | Dánia (DEN) · Jesper Bank · Henrik Blakskjær · Thomas Jacobsen | Dánia (DEN) · Jesper Bank · Henrik Blakskjær · Thomas Jacobsen | Németország (GER) · Jochen Schümann · Gunnar Bahr · Ingo Borkowski | Németország (GER) · Jochen Schümann · Gunnar Bahr · Ingo Borkowski | Norvégia (NOR) · Paul Davis · Herman Horn Johannessen · Espen Stokkeland | Norvégia (NOR) · Paul Davis · Herman Horn Johannessen · Espen Stokkeland |
| Könnyű 49-es dingi                                       | Finnország (FIN) · Jyrki Järvi · Thomas Johanson               | 55                                                             | Nagy-Britannia (GBR) · Ian Barker · Simon Hiscocks                 | 60                                                                 | Egyesült Államok (USA) · Jonathan McKee · Charlie McKee                  | 64                                                                       |
| Tornádó                                                  | Ausztria (AUT) · Roman Hagara · Hans Peter Steinacher          | 16                                                             | Ausztrália (AUS) · John Forbes · Darren Bundock                    | 25                                                                 | Németország (GER) · Roland Gäbler · René Schwall                         | 38                                                                       |
| Csillaghajó                                              | Egyesült Államok (USA) · Mark Reynolds · Magnus Liljedahl      | 34                                                             | Nagy-Britannia (GBR) · Ian Walker · Mark Covell                    | 35                                                                 | Brazília (BRA) · Torben Grael · Marcelo Ferreira                         | 39                                                                       |